# Vive Kielce
Vive Kielce er en polsk håndboldklub, beliggende i Kielce. Klubben blev etableret i 1965 som Iskra Kielce. Klubben spiller nu i Polsk Superliga.

## Resultater

### Nationalt
- Ekstraklassa:
  - Vinder (18): 1993, 1994, 1996, 1998, 1999, 2003, 2009, 2010, 2012, 2013, 2014, 2015, 2016, 2017, 2018, 2019, 2020, 2021
  - Sølv (3): 1995, 2004, 2011
  - Bronze (6): 1980, 1997, 2001, 2005, 2007, 2008
- Polske Pokal:
  - Vinder (16): 1985, 2000, 2003, 2004, 2006, 2009, 2010, 2011, 2012, 2013, 2014, 2015, 2016, 2017, 2018, 2019
  - Sølv (7): 1995, 1996, 1997, 2001, 2002, 2007, 2008

### Internationalt
- EHF Champions League:
  - Vinder (1): 2016
  - Sølv (1): 2013, 2015
- IHF Super Globe:
  - Bronze (1): 2016

## Arena
- Navn: Hala Legionów
- By: Kielce, Polen
- Kapacitet: 4,200
- Adresse: Okrężna 15, 25-042 Kielce

## Spillertruppen 2021-22
| Målmænd - 01 Mateusz Kornecki - 33 Andreas Wolff LW - 04 Miguel Sánchez-Migallón - 27 Cezary Surgiel - 99 Dylan Nahi RW - 23 Arkadiusz Moryto - 84 Sigvaldi Guðjónsson Stregspiller - 11 Nicolas Tournat - 41 Damian Domagała - 50 Artsem Karalek | LB - 09 Szymon Sićko - 22 Uladzislau Kulesh - 24 Daniel Dujshebaev - 48 Tomasz Gębala CB - 05 Michał Olejniczak - 18 Igor Karačić - 25 Haukur Þrastarson RB - 02 Branko Vujović - 10 Alex Dujshebaev - 17 Yusuf Faruk - 34 Paweł Paczkowski |